# Stylidium striatum
Stylidium striatum este o specie de plante dicotiledonate din genul Stylidium, familia Stylidiaceae, ordinul Asterales, descrisă de John Lindley. Conform Catalogue of Life specia Stylidium striatum nu are subspecii cunoscute.